# Maccastorna
Maccastorna (lombardul: Mancasturma) település Olaszországban, Lombardia régióban, Lodi megyében. Lakosainak száma 59 fő (2023. január 1.). Maccastorna Crotta d’Adda, Meleti és Castelnuovo Bocca d’Adda községekkel határos.

## Népesség
A település lakossága az elmúlt években az alábbi módon változott:
| Lakosok száma | 73   | 68   | 59   |
|               | 2017 | 2018 | 2023 |